# Megachile franki
Megachile franki är en biart som först beskrevs av Heinrich Friese 1920.  Megachile franki ingår i släktet tapetserarbin, och familjen buksamlarbin. Inga underarter finns listade i Catalogue of Life.